# Baudissin-Gletscher
Der Baudissin-Gletscher ist ein 2,5 km breiter Gletscher auf der Insel Heard. Er fließt 1,5 km westlich des Challenger-Gletschers in den westlichen Abschnitt der Corinthian Bay.
Entdeckt wurde er offenbar 1874 bei der Erkundung der Nordküste der Heard-Insel während der britischen Challenger-Expedition (1872–1876), doch erst der deutsche Polarforscher Erich von Drygalski erfasste ihn während der Gauß-Expedition (1901–1903) als einen einzigen großen Gletscher, der sich in die Corinthian Bay ergießt. Drygalski benannte ihn nach Friedrich Graf von Baudissin (1852–1921), einem Sponsor der Forschungsreise. Teilnehmer der Australian National Antarctic Research Expeditions entdeckten 1948, dass mehrere Gletscher in die Bucht einmünden. Das Antarctic Names Committee of Australia (ANCA) empfahl 1954, Drygalskis Benennung für den westlichsten und größten dieser Gletscher anzuwenden.